# Комарнівський район
Колишній район Дрогобицької області центром якого було місто Комарно.

## Історія
10 січня 1940 року Політбюро ЦК КП(б)У обговорило питання районного поділу Дрогобицької області і вирішило створити декілька районів, у тому числі Комарнівський із центром у місті Комарно.
Однак вже 29 червня 1941 року радянські війська залишили з боями місто Комарно.
Повторно радянську владу у районі було встановлено 30 липня 1944  коли Червона армія заволоділа містом Комарно Дрогобицької області.
Район було ліквідовано у вересні 1959 року — його територію передали до складу Рудківського району Дрогобицької області.

## Напад Німеччини на Польщу
Друга світова війна зачепила Комарно і навколишні села ще у вересні 1939 року. Вже 4 вересня польська поліція залишила Комарно, 6 вересня німецька авіація бомбардувала залізничну станцію Комарно, під час якого загинуло 80 польських біженців. 11 вересня, коли німецькі війська увійшли в місто, порядок там підтримували українці. 24 вересня до міста увійшли частини РСЧА після чого в палаці Лянцкоронських протягом трьох днів тривали переговори після чого німецькі війська відступили за Сян.

## Репресії
Напередодні відступу радянських військ у 1941 році НКВД влаштувала у Комарнівській тюрмі мордування її в'язнів. Протягом одної ночі тут було замордовано 23 осіб — представників місцевої еліти, а їхні тіла було скинуто в яму. Серед них: Микола Здерко, Дмитро Радович та Андрій Сороківський з Комарна, Юрій Кордіяка (ОУН) з Малої Горожани, Олекса Дачишин (УГА), Олекса Сенів (УСС), Степан Павучок (ОУН) з Великої Горожани, Іван Яворський (ОУН) і Ганна Дерев'янко з Новосілки Опарської.
На початку 1946 року з території району було виселено 50 родин.[джерело?]

## Територія району
До складу району входив районний центр місто Комарно а також декілька навколишніх сіл, зокрема Тулиголови, Колодруби, Повергів, Мала та Велика Горожанна, Новосілки-Опарські, Ричагів.

## Комарнівський райком КП(б)У
Після входження території району до складу УРСР у грудні 1941 року було створено Комарнівський райком КП(б)У, але у червні 1941 року через початок німецько-радянської війни він тимчасово припинив свою діяльність. Відновили його у серпні 1944 року. У жовтні 1952 року перейменований на Комарнівський районний комітет КПУ. У вересні 1959 року через входження території до складу Рудківського району припинив своє функціонування. Райком мав наступну структуру: бюро (загальний відділ), організаційно-інструкторський відділ (з 1949 року — відділ партійних, профспілкових та комсомольських організацій), сектор партійної статистики, відділ пропаганди і агітації, сільськогосподарський відділ, військовий відділ, відділ по роботі серед жінок, відділ кадрів.

## Комарнівський район в організаційній структурі ОУН
Якщо за новим адміністративним поділом Комарнівський район входив до складу Дрогобицької області, то в адміністративному поділі, який використовувала ОУН, він від грудня 1944 року до  кінця березня 1945 року входив до складу Дрогобицької округи (як район у Рудківському повіті), а з початку квітня 1945 року — до Львівської округи ОУН, в межах якої був складовою Городоцького (Комарнівського) надрайону.

## Діяльність ОУН та УПА на території Комарнівського району
19 серпня 1944 року після одногодинного бою сотня УПА заволодівши в'язницею у Комарно,  визвола 25 в’язнів.
6 січня — 8 січня 1945 року більшовики спалили кілька сіл району, однак вже 9 січня біля села Велика Горожанна відбувся великий бій між загонами НКВС та УПА. З боку підрозділів НКВС втрати склали 304 вбитих, 90 поранених, а також 11 автомашин, одна танкетка та один танк були знищені повстанцями. Окрім того в бою проти УПА застосовували 2 літаки, один з них повстанцям вдалось підбити. Щодо УПА, то втрати повстанців склали 49 осіб.
У серпні 1947 року військовий комісар Дрогобицької області надіслав голові облвиконкому та начальнику НКДБ інформацію про українське підпілля та відмову військовозобов'язаної молоді 1926—1928 років народження по ряду районів Дрогобицької області, у тому числі Комарнівському служити в радянській армії. Зокрема у Комарнівському районі в окремих сільрадах військовозобов'язані після оповіщення не з'являлися або на шляху слідування в районні віськкомати розбігалися, внаслідок дій озброєних формувань УПА. Пропонувалось по лінії МДБ і МВС виявляти й ізольовувати керівників груп «бандерівців», серед місцевого населення проводити роз'яснювальну роботу, військовозобов'язаних супроводжувати під озброєною охороною, а у разі їх неявки призов проводити примусово.
До осені 1947 року у селі Грімне Комарнівського району існувала криївка в якій переховувався командир УПА Роман Шухевич. Цю хату-криївку створила його зв’язкова Дарія Гусяк.

## Обмін мешканцями
Після війни УРСР обмінялась з Польщею частиною території, а також мешканцями. Зокрема, у село Тулиголови було скеровано 27 родин, які поселили у помешкання, які звільнились після того, як звідти виїхали поляки.
У села Комарнівського району, зокрема Грімне були переселені українці з Польщі у 1946 році. Натомість поляки, які тут раніше жили всі до одного були переселені до Польщі.

## Промисловість

### Газодобування
Комарнівський район став одним із осередків розвитку газодобувної промисловості. Початок її було покладено у 1949 році коли на території Комарнівського та Рудківського районів було проведено геологічну розвідку, а вже у 1950 році було пробурено першу експериментальну свердловину. Того ж року почалось інтенсивне освоєння родовища на глибині 1380-1450 метрів. У 1950—1960-х роках було збудовано експортні газогони діаметром 520 і 720 мм від Комарно до Дроздович та до Ярослава (Польща). Експорт газу до Польщі розпочався у 1957 році коли було збудовано нові потужні свердловини.

## Видатні постаті, пов'язані з Комарнівським районом
Активним діячем ОУН на Комарнянщині був Зеновій Тершаківець, провідник ОУН Львівського краю і чоловий командир УПА-Захід військової округи «Буг». Його близьким соратником був повітовий провідник ОУН Андрій Перун, учасник нападу на пошту м.Городка в 1932 році.
У селі Кліцько народився видатний український правозахисник, дисидент, політик, публіцист, релігійний діяч, один із засновників Української гельсінської спілки, колишній радянський політв'язень Іван Гель. У 1952 році за публічну відмову вступити в комсомол, його вигнали з 10 класу Комарнівської середньої школи.